# Yoshinkan

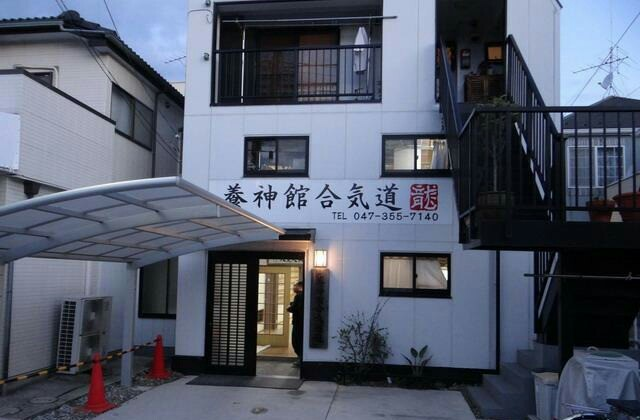
L'école Yoshinkan.

L'école Yoshinkan (養神館) est une école d'aïkido fondée par Gozo Shioda, en 1955 avec l'accord du fondateur de l'aïkido, Morihei Ueshiba.

## Définition
Le nom « Yoshinkan » 養神館 a été choisi par Gozo Shioda en relation directe avec le nom du dojo créé par son père. Le nom « Yoshinkan » se décompose en trois kanjis :
- Yō 養 qui signifie : développer, croître, grandir ;
- Shin 神 qui signifie : l'esprit (aussi: les dieux) ;
- Kan 館 qui signifie : le lieu, le bâtiment où se déroule la pratique.

L'école Yoshinkan est fondée sur six mouvements dits « de base » et sur une méthode particulière d'apprentissage des techniques de base de l'aïkido par séquencement, amenant ensuite à la fluidité finale de chaque technique étudiée.

## Particularités

### La Garde
Dans l'aïkido comme dans tout budo ou art martial, la garde est un élément important de l'art.
L'aïkido Yoshinkan fonde sa garde sur la position de garde dans le maniement à deux mains du sabre japonais (katana). Il en résulte une garde avec les deux hanches de face.

### Mouvements de base
Ceux-ci sont au nombre de six et se retrouvent pour tout ou partie dans chacune des techniques de base de l'aïkido Yoshinkan.

### Séquences
Devant la difficulté d'enseigner de manière exacte les techniques à un grand nombre de personnes dans un même temps, une solution a été trouvée dans l'usage du travail séquentiel. Cette forme de travail respecte totalement le principe fondamental de l'aïkido et le met en lumière à la portée d'un très grand nombre.